# موج‌سوار معنوی
روح موج‌سوار (به انگلیسی: Soul Surfer) یک فیلم درام آمریکایی است که در سال ۲۰۱۱ در مورد زندگی موج‌سواری به نام بتانی همیلتون ساخته شد. همیلتون، در سن سیزده سالگی، یک دست خود را در حملهٔ کوسه از دست داد. فیلم به جزئیات این ماجرا و دست و پنجه نرم کردن بتانی همیلتون با عواقب آن می‌پردازد. این فیلم به کارگردانی شان مک‌نامارا و بر اساس زندگینامهٔ خودنگاشتهٔ همیلتون به همین نام و مصاحبهٔ فیلمساز با خانوادهٔ او، ساخته شد. عنوان فیلم به اصطلاحی اشاره دارد که در دههٔ ۱۹۶۰ باب شد و به معنای کسی است که تنها برای لذت موج‌سواری می‌کند. اما کلمهٔ «روح» در عنوان فیلم معنایی دوگانه دارد و به‌طور ضمنی به ایمان مسیحی هامیلتون نیز اشاره می‌کند که به او کمک کرد تا دوباره به حرفهٔ موج‌سواری بازگردد. در این فیلم آناسوفیا راب در نقش تیفانی همیلتون و هلن هانت و دنیس کواید در نقش پدر و مادر او بازی کرده‌اند.

## خلاصه فیلم
موج‌سوار فیلمی است دربارهٔ موج سواری با نام بتانی (آناسوفیا راب) که در این زمینه دارای استعدادی خدادادی است. او مشغول تمرین برای مسابقات ملی است که با حمله کوسه‌ای بسیار بزرگی مواجه می‌شود و دست خود را از دست می‌دهد.